# Nakkefestival
Nakkefestival er en lille dansk non-profit musikfestival beliggende i Odsherred i det nordvestlige Sjælland. Festivalen startede tilbage i 1996 som en forvokset havefest for små 50 mennesker. Siden da er festivalen vokset til at huse omkring 800 betalende gæster plus frivillige og optrædende (i alt 1200-1800 gæster). Festivalen foregår over fire dage onsdag til lørdag, samt en frivillig-dag forinden (med sikkerheds- og infomøde samt lille fest for alle de frivillige). Under disse dage holder festivalen mere en 50 koncerter og optrædener (i 2011 var der 70 optrædener.)
Festivalen er kendt for sit fokus på upcoming og undergrundsmusik. Men festivalen tilbyder årligt også på andre event og udtryk såsom: Gøgl, digtelæsninger, foredrag med mere.

## Beliggenhed
Selv om festivalen strengt taget ligger omkring 1 km syd for Rørvigs bygrænse, er den opkaldt efter den lille landsby Nakke, der ligger længere væk fra festivalpladsen. Nakkefestival afholdes på boldbanerne bag Rørvighallen med Rørvig Sognegård og Rørvig Friskole som naboer.

## Musikalske fokus
Nakkefestival har sit musikalske fokus på undergrundsmusikken; på spirende talenter og kunstnere, hvis musik lever og pulserer udenfor mainstreams søgelys. Genremæssigt favnes der bredt med fokus på rytmisk musik.
Mere kendt af en bredere offentlighed vil dog nok være Josephine Philip aka Yvone Coco fra candypop-duoen JaConfetti, der i sin tid gæstede Nakkefestival med all-girl-ska-bandet Favelachic og Silas Bjerregaard aka Ivar Skavinsky Skivar fra Turboweekend, der har gæstet Nakkefestival med to tidligere projekter, soul-rock-bandet Kevin Beige og Americana-ensemblet Rags aka New Lost World. Endvidere har A Kid Hereafter og slagtøjsvirtuosen Kalle Mathiesen spillet på Nakkefestival.
Blandt andre typer optrædende, der har optrådt på Nakkefestival, kan bl.a. nævnes standupkomikerne Simon Talbot, Sanne Søndergaard og Linda P, lyrikeren Mit Navn Er Keith aka Keith Thomas Lohse, nu radiovært på Radio 24/7 samt Joy Fryd Larsen, tv-vært på 7'eren, og Mikkel Lomborg, af mange bedre kendt som Hr. Skæg, der begge har gæstet festivalen som konferencierer.

### Udenlandske navne
Festivalens besøgende kunstnere kommer primært fra Danmark. Men får årligt ofte besøge af enkle udenlandske navne.
Festivalen fik i 2006 det russiske folkemusikorkester DrevA. De blev det første regulært udenlandske band til at optræde på festivalen og var frem til 2008 også det eneste. Som kuriosum kan det nævnes, at det eneste andet sted DrevA har spillet i Danmark var på Uldum Gademusik Festival i 2005. I 2008 fik festivalen for alvor udenlandsk islæt, da den fik besøg af de svenske kunstnere The Cain and Beesh Band, Talking To Teapots og Trainspotters samt det amerikanske band Diego's Umbrella.

## Trivia
- I Politikens tillæg I Byen, fredag d. 26. maj 2006, blev Nakkefestival kåret som Danmarks 7. vigtigste musikfestival. Listen lød i sin helhed: 1. Roskilde Festival, 2. Copenhagen Jazz Festival, 3. Danmarks Smukkeste Festival, 4. Spot Festival, 5. Langelandsfestival, 6. Nibe - den lille fede, 7. Nakkefestival, 8. Vesterbro Festival, 9. Vig Festival, 10. Public Service.

- Johan Olsen fra Magtens Korridorer fortalte i et interview med livsstilsmagasinet M! i maj 2006, at det var en af hans karrieres største ærgrelser, at han aldrig kom til at spille på Nakkefestival.